# SOKO

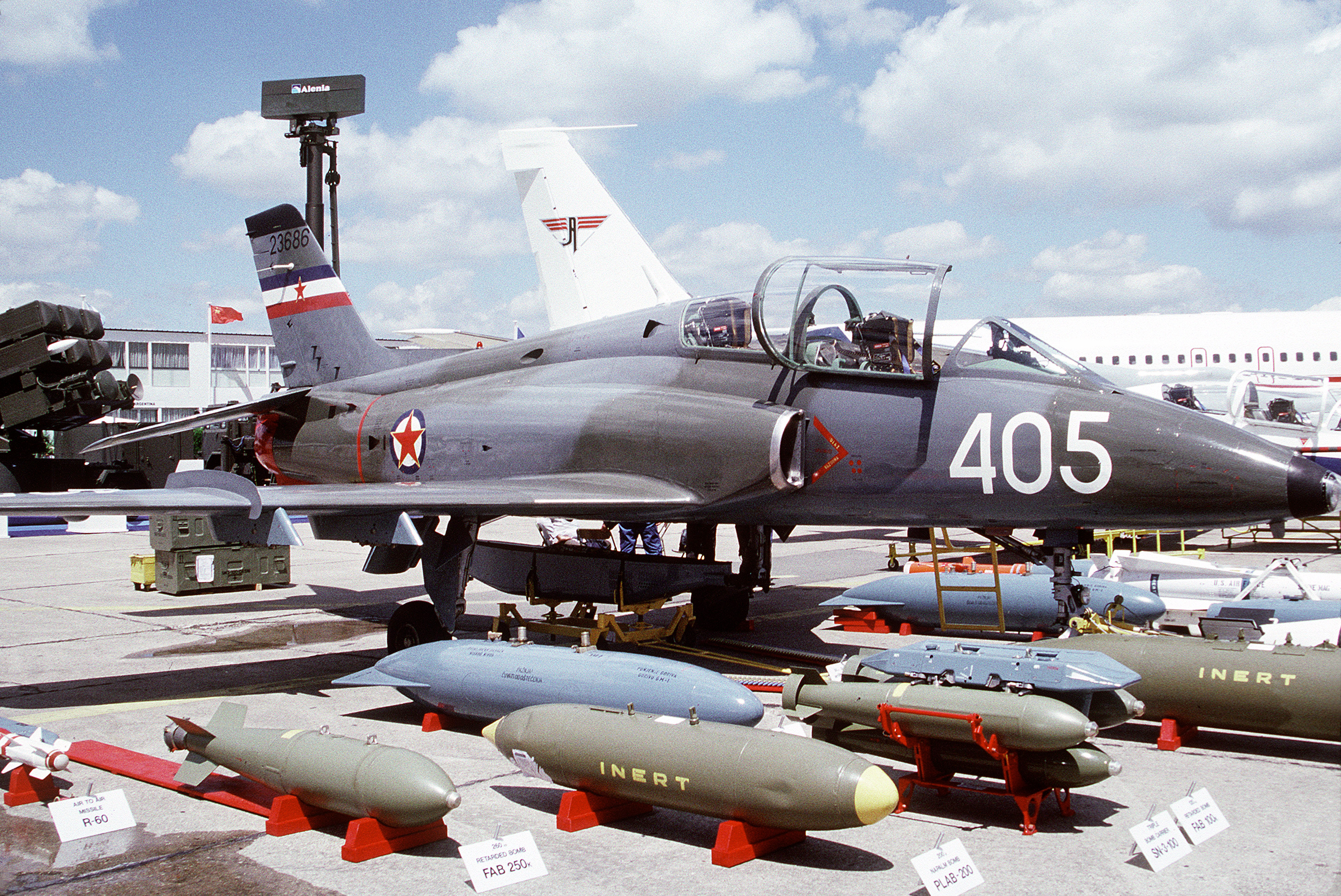
Il G-4 Super Galeb, prodotto dalla SOKO

La SOKO era un'azienda produttrice di aeroplani con sede a Mostar, nella Bosnia ed Erzegovina.

## Aerei
- Soko 522
- Soko S-55-5 Mk. 5
- Soko G-2 (N-60) 'Galeb'
  - Soko G-2A
- Soko G-3 'Galeb'
- Soko J-21 'Jastreb'
  - Soko J-1 (J-21)
  - Soko RJ-1 (IJ-21)
  - Soko TJ-1 (NJ-21) 'Jastreb'
- Soko J-20 'Kraguj'
- Soko J-22 Orao/IAR-93
  - Soko 'Orao' 1 (IJ/INJ-22)
  - Soko 'Orao' 2 (J-22)
  - Soko 'Orao' 2 (NJ-22)
- Soko G-4 (N-62) 'Super Galeb'
- Novi Avion

## Collaborazioni
SOKO produce elicotteri su licenza Westland Helicopters  e Aérospatiale, tra cui l'Aérospatiale Gazelle.